# Al Ahly SC
Al Ahly Sporting Club ,Splošno znan kot Al Ahly, kar v angleščini pomeni Nacionalni, je egiptovski profesionalni športni klub s sedežem v Kairo v Egipt. Klub je znan predvsem po svoji profesionalni nogometni ekipi, ki trenutno igra v egiptovski Premier ligi, najvišji ravni v egiptovskem nogometnem sistemu. Klub je znan po svojih stalnih uspehih tako na domači kot na celinski ravni, saj redno tekmuje na turnirjih CAF.
Domače tekme igra na Mednarodni stadion v Kairu.
Al-Ahly, ki ga je 24. april 1907 ustanovil Omar Lotfy, soustanovil pa Yahia Baher, ima rekordnih 45 naslovov v egiptovski Premier ligi, 39 naslovov v egiptovskem pokalu in 15 egiptovskih superpokalih. Al-Ahly je najuspešnejši klub v Afriki. V mednarodnih tekmovanjih je Al-Ahly osvojil rekordnih 12 naslovov v Ligi prvakov CAF, 1 naslov v Pokalu konfederacij CAF, rekordnih 8 naslovov v Superpokalu CAF, rekordnih 4 naslovov v Pokalu zmagovalcev afriških pokalov, 1 naslov v afroazijsko-azijsko klubsko prvenstvo, 1 naslov v Arabskem klubskem pokalu prvakov, 1 naslov v Arabskem pokalu zmagovalcev pokalov, rekordnih 2 naslova v Arabskem superpokalu in 4 bronaste medalje na svetovnem klubskem prvenstvu FIFA. Z 26 kontinentalnimi naslovi je Al-Ahly s strani CAF izglasovan za afriški klub 20. stoletja.

## Znani nogometaši
- Nejc Gradišar
- Mahmoud El Khatib
- Hossam Hassan
- Mohamed Abo Trika
- Hossam Ghaly
- Mohamed El Shenawy
- Mahmoud Terezegeut
- Ali Maâloul
- Anthony Modeste
- Mohamed Abdelmoneim
- Emam Ashour
- Achraf Bencharki
- Zizo
- Wessam Abou Ali